# General Electric GE90

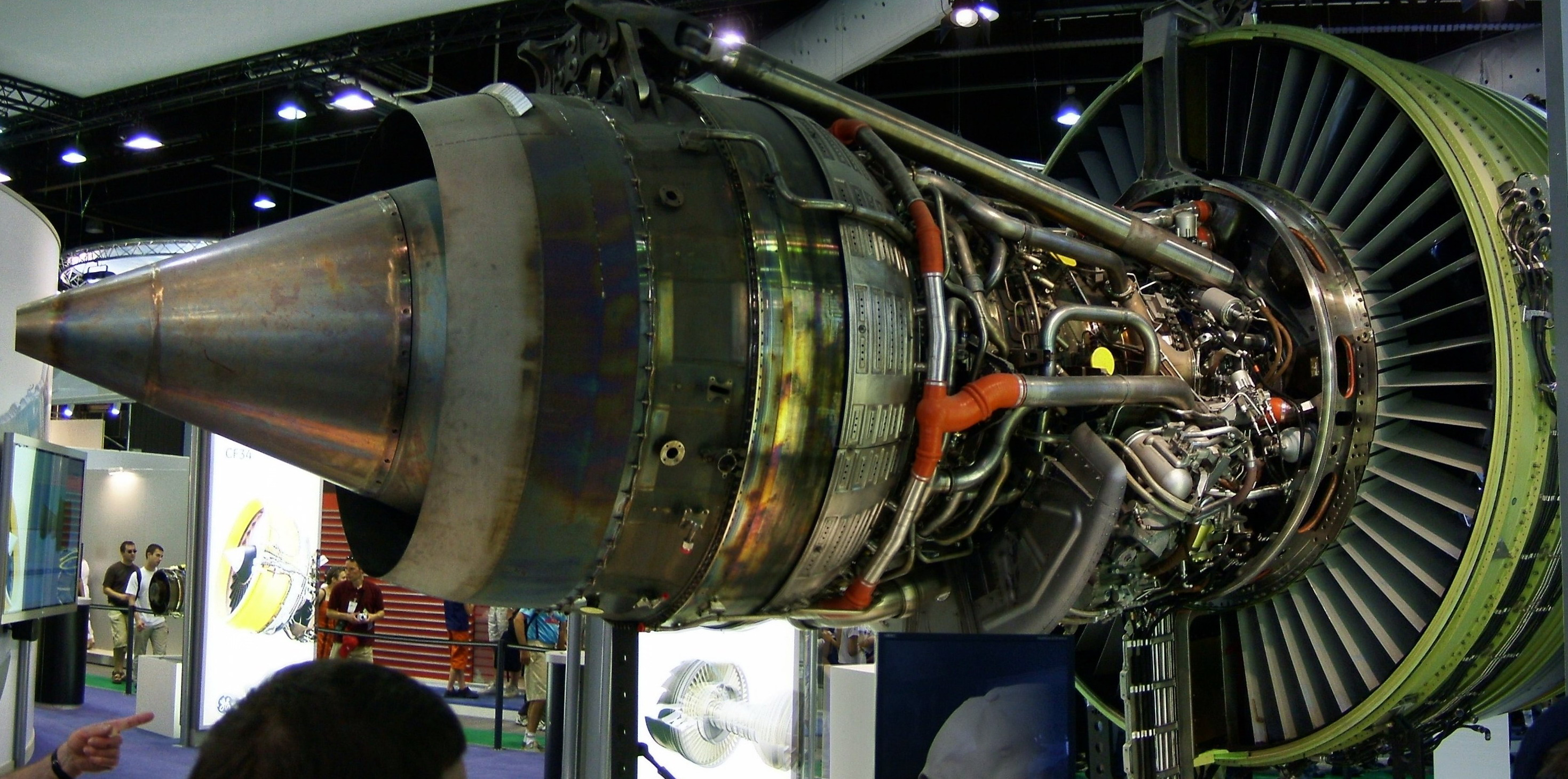
Авиационный двигатель GE90 115B

GE90 производства General Electric — семейство турбовентиляторных двигателей для гражданской авиации.

## История двигателя
Впервые двигатель GE90 был использован на самолёте Boeing 777 компании British Airways в ноябре 1995. В то время он был единственным видом двигателя для этого самолёта. Он использовался для моделей 200, 200ER, 200LR, 300 и 300ER.
Двигатели семейства GE90 — самые крупные в истории авиации (для первого варианта двигателя диаметр вентилятора составлял 3,12 м). Последний вариант (115B) имеет диаметр 3,25 м (что равно диаметру фюзеляжа Sukhoi Superjet 100) и занесён в книгу рекордов Гиннесса как имеющий самую большую тягу (569 кН), хотя номинальная тяга составляет 513 кН. Этот рекорд тяги был установлен во время испытаний нагрузки двигателя.
Двигатель с 10-ступенчатым компрессором высокого давления был разработан в 1970-е годы на основе высокоэффективного двигателя НАСА. Компрессор создаёт рекордную степень сжатия — 23:1. Вентилятор двигателя GE90 115B сделан из композитного материала. В настоящее время ведутся работы по модификации двигателя с целью увеличения тяги (предполагается, дальнейшее развитие двигателя приведёт в будущей модели к удвоению тяги).
Транспортировка двигателя возможна на таких самолётах, как Ан-225 «Мрия» или Ан-124 «Руслан» завода Антонова. Так, 17 декабря 2005 неполадки двигателя GE90-94B на самолёте Air France Boeing 777, летевшего из Сеулa в Париж, привели к экстренной посадке в Иркутске. Подменный двигатель был доставлен на самолёте Ан-124. Причина аварии до сих пор[когда?] расследуется.
Лопатка вентилятора двигателя GE90 115B находится в экспозиции Музея современного искусства (MoMA) в Нью-Йорке.

## GE90 — основа для разработки новых двигателей
Дальнейшее развитие двигателя GE90 — двигатель GEnx. Этот двигатель используется на Boeing 787 и Boeing 747-8.
В двигателе GP7200 производства Engine Alliance (GE Aviation, Pratt & Whitney и SNECMA) как база компрессора использована конструкция двигателя GE90.

### GE9X
General Electric GE9X
Все три модели линейки Boeing 777X (новое поколение авиалайнеров 777 серии, проектируются с  2013 года, первый полёт в 2020) будут оснащаться двигателями General Electric GE9X.
В марте 2013 года «Боинг» объявил, что заключил эксклюзивный контракт на поставку двигателей для этих моделей с General Electric.
В ответ на обеспокоенность о недостаточной энерговооружённости Boeing 777X со стороны потенциальных клиентов (особенно Emirates) General Electric пересмотрела технические характеристики новых двигателей, увеличив тягу с 450 до 470 кН, а диаметр вентилятора — с 325 до 335 см, что сделало его самым большим в мире.
18 мая 2017 года General Electric представила двигатель GE9X, обозначив его характеристики.
Имеет вентилятор диаметром 3,4 метра, его воздухозаборник достигает 4,5 метров.
Коэффициент сжатия 27:1 (общий коэффициент давления — 60:1), это позволило достичь 10 % экономии топлива в сравнении с текущим двигателем GE90.
Лопасти вентилятора изготовлены из углеродного волокна, а не титана, что значительно уменьшило нагрузку[какую?] на двигатель.
Сопла двигателя представляют собой единую деталь, напечатанную на 3D-принтере, что должно увеличить их долговечность, в сравнении с обычными форсунками, которые собираются в среднем из 20 деталей.
Двигатель способен генерировать 47 600 кгс тяги.
Первый тестовый полёт с новым двигателем состоялся в 2018 г. и был осуществлен на летающей лаборатории Boeing 747-400.
Когда компания General Electric собирала двигатель GE9X[когда?], в компрессоре были найдены ошибки; этот фактор сдвинул поставки лайнеров Boeing 777X.

## Самолёты, на которых установлен двигатель

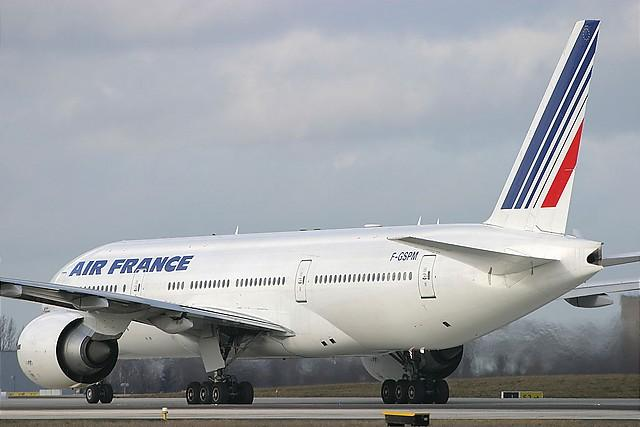
Boeing 777-200ER

- Boeing 777-200
- Boeing 777-200ER
- Boeing 777-200LR
- Boeing 777-300
- Boeing 777-300ER

## Характеристики двигателя
- Длина - 729 см
- Ширина - 387 см
- Высота - 395 см

Взлётный режим
- Тяга, кгс — 52435 кг
- Степень двухконтурности — 8,14
- Полная степень повышения давления — 39,3
- Расход воздуха, кг/сек — 1379
- Скорость вращения вентилятора, об/мин — 2550

Крейсерский режим
- Высотность, м — 10668
- Максимальное число М полёта — 0,83
- Тяга, кгс — 7945